# Бугорський Анатолій Петрович
Анатолій Петрович Бугорський (нар.. 25 червня 1942, Орловська область, Російська РФСР, СРСР) — російський учений в галузі фізики елементарних частинок, співробітник Інституту фізики високих енергій. Відомий тим, що залишився живим після того, як у результаті нещасного випадку через його голову пройшов інтенсивний пучок протонів найбільшого радянського прискорювача У-70.

## Життєпис
Народився 25 червня 1942 року. Закінчив МІФІ.
13 липня 1978 року через його голову пройшов пучок протонів найбільшого радянського прискорювача У-70. Нещасний випадок стався через збій механізмів безпеки, внаслідок поломки одного з магнітів потік залишив трубу прискорювача і пройшов через голову Анатолія Бугорського.
Радіаційна доза на вході склала 200 000 рентген, на виході — 300 000 рентген (більше за рахунок розсіювання на матеріалі). Бугорський відчув яскравий спалах, але без болючих відчуттів. Пучок протонів з енергією 70 ГеВ і з поперечним розміром 2×3 мм пройшов по траєкторії потилична область голови — медіобазальні відділи лівої скроні — піраміда лівої скроневої кістки — кістковий лабіринт середнього вуха — барабанна порожнина — щелепна ямка — тканини. Вважалося, що надвисока доза радіації, яку отримав постраждалий, має вбити людину. Анатолій Бугорський був поміщений у спеціалізовану радіологічну клініку в Москві — Клінічну лікарню № 6 Третього головного управління при МОЗ СРСР (нині ФМБЦ імені А. І. Бурназяна федерального медико-біологічного агентства Росії), де лікарі готувалися спостерігати його очікувану смерть. Однак Бугорський вижив, повністю втративши слух на ліве вухо, і навіть захистив у 1980 році кандидатську дисертацію, підготовлену ще до аварії: Оптимізація та контроль потоків нейтрино (антинейтрино) у нейтринних експериментах у ІФВЕ (Серпухів, 1979. 136 с. : іл.).
Був період, коли почастішали епілептичні напади, навіть із непритомністю, проте інтелектуальні здібності не постраждали. Вчений продовжував науково-організаційну роботу, яка полягає у плануванні та проведенні фізичних експериментів на прискорювачі У-70.
В інтерв'ю журналістці Марії Гессен у 1997 році Бугорський зізнався, що хотів би стати об'єктом досліджень західних вчених, однак у нього немає достатньо коштів, щоб залишити Протвіно та вирушити на захід. Він вважає, що став би блискучим об'єктом вивчення.
Через політику Радянського Союзу щодо збереження в таємниці подій, пов'язаних з ядерною енергією, про інцидент з Бугорським не було нічого відомо більше десяти років.